# Pagney-derrière-Barine
Pour l’article homonyme, voir Pagney.
Pagney-derrière-Barine est une commune française située dans le département de Meurthe-et-Moselle, en région Grand Est.
Ses habitants s'appellent les Paternacutiens.

## Géographie
Le village de Pagney-derrière-Barine se trouve à 4 kilomètres de Toul, sous-préfecture, et à 30 kilomètres de Nancy, préfecture du département.
Les villages proches de Pagney-derrière-Barine sont : Écrouves à 1,2 km au sud ; Bruley à 1,6 km au nord.
Le territoire communal est arrosé par le Longeau (sur 2,826 km) et le ruisseau du Val des Nonnes (sur 0,754 km) et comporte 44 % de forêts pour 47 % de zones agricoles.
Pagney-derrière-Barine fait partie du vignoble des côtes-de-toul.

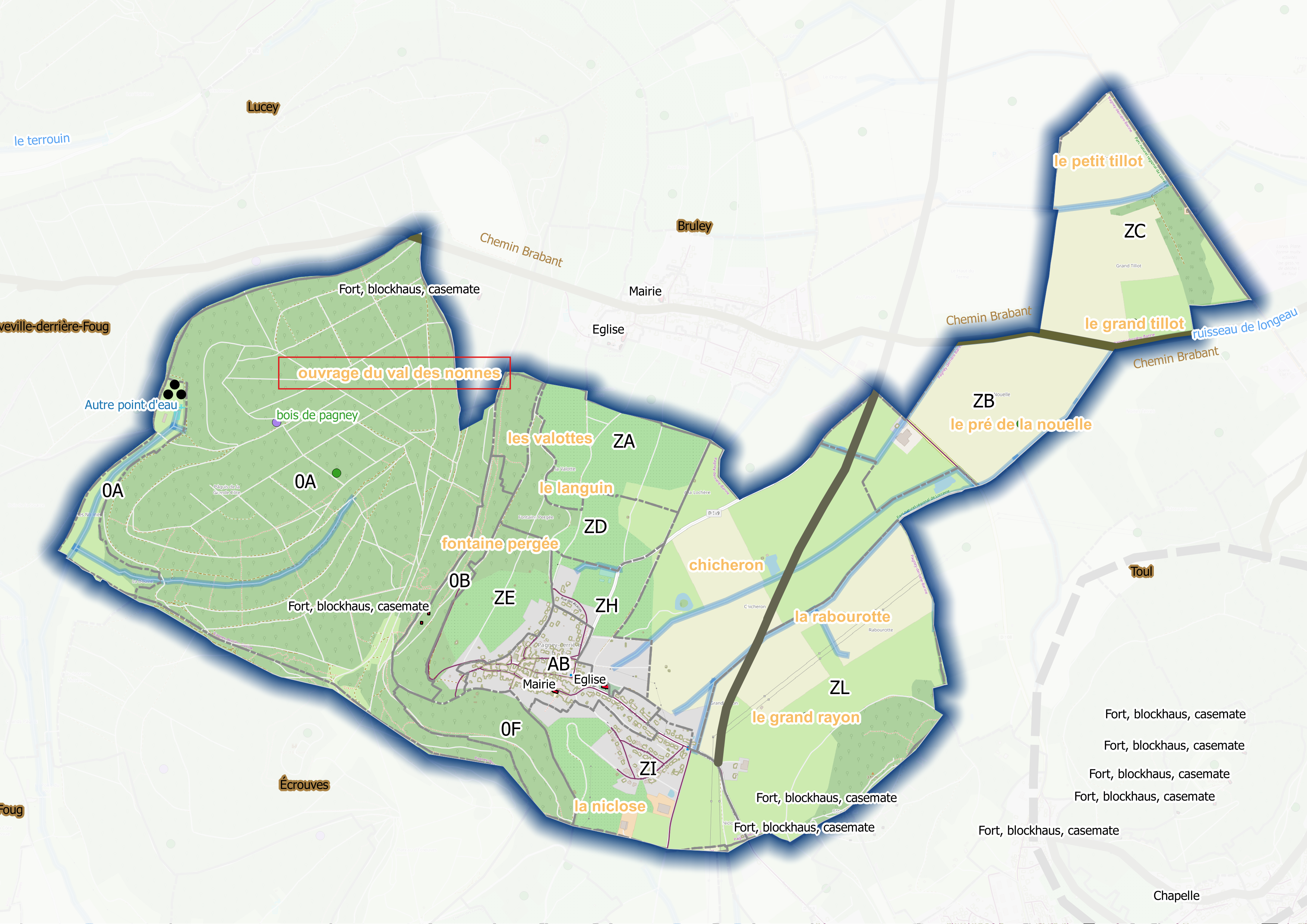
Fig. 1 Pagney - (ban communal).
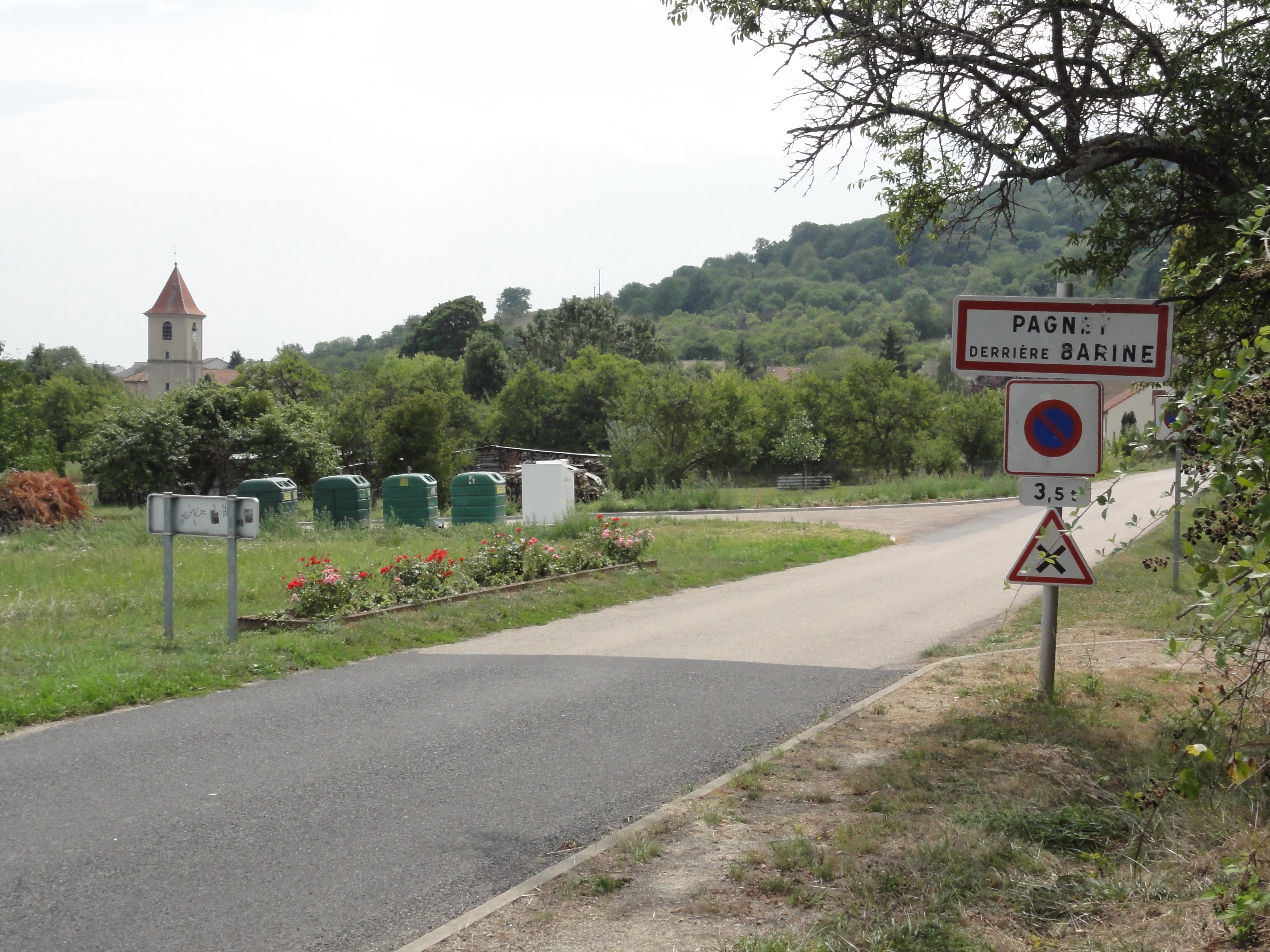
L'entrée de Pagney-derrière-Barine.

| Bruley   |                       |      |
|          | Pagney-derrrière-Foug | Toul |
| Écrouves |                       |      |

### Hydrographie
La commune est dans le bassin versant du Rhin au sein du bassin Rhin-Meuse. Elle est drainée par le ruisseau du Val des Nonnes et le ruisseau le Longeau,.

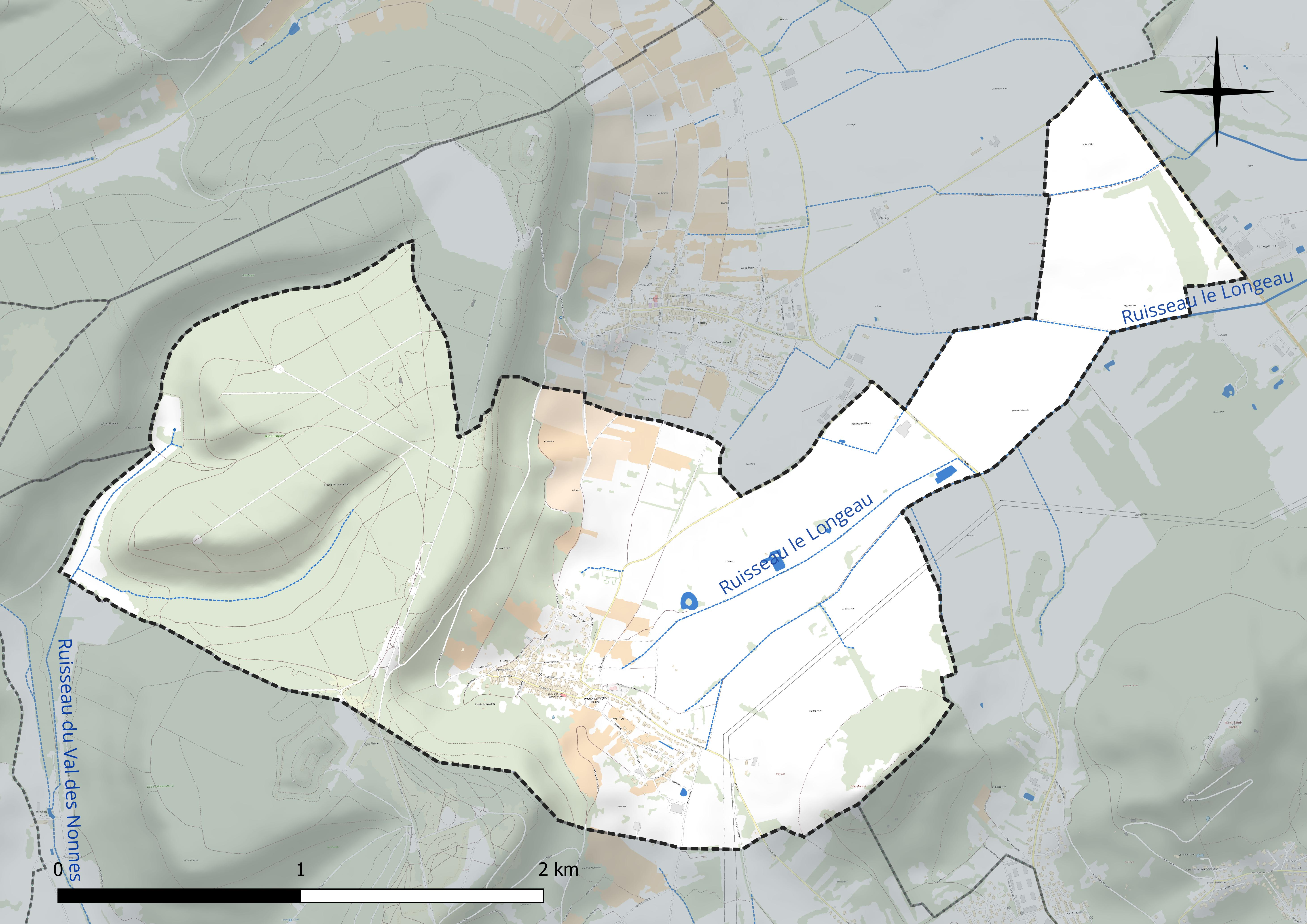
Réseau hydrographique de Pagney-derrière-Barine.

### Climat
Pour des articles plus généraux, voir Climat du Grand Est et Climat de Meurthe-et-Moselle.
En 2010, le climat de la commune est de type climat des marges montargnardes, selon une étude du Centre national de la recherche scientifique s'appuyant sur une série de données couvrant la période 1971-2000. En 2020, Météo-France publie une typologie des climats de la France métropolitaine dans laquelle la commune est exposée à un climat océanique altéré et est dans la région climatique  Lorraine, plateau de Langres, Morvan, caractérisée par un hiver rude (1,5 °C), des vents modérés et des brouillards fréquents en automne et hiver. 
Pour la période 1971-2000, la température annuelle moyenne est de 9,6 °C, avec une amplitude thermique annuelle de 16,6 °C. Le cumul annuel moyen de précipitations est de 858 mm, avec 12,4 jours de précipitations en janvier et 9,3 jours en juillet. Pour la période 1991-2020, la température moyenne annuelle observée sur la station météorologique de Météo-France la plus proche, « Nancy-Ochey », sur la commune d'Ochey à 14 km à vol d'oiseau, est de 10,5 °C et le cumul annuel moyen de précipitations est de 810,4 mm. 
La température maximale relevée sur cette station est de 39,6 °C, atteinte le 25 juillet 2019 ; la température minimale est de −19,1 °C, atteinte le 12 janvier 1987,,. 
Les paramètres climatiques de la commune ont été estimés pour le milieu du siècle (2041-2070) selon différents scénarios d'émission de gaz à effet de serre à partir des nouvelles projections climatiques de référence DRIAS-2020. Ils sont consultables sur un site dédié publié par Météo-France en novembre 2022.

## Urbanisme

### Typologie
Au 1er janvier 2024, Pagney-derrière-Barine est catégorisée ceinture urbaine, selon la nouvelle grille communale de densité à sept niveaux définie par l'Insee en 2022.
Elle est située hors unité urbaine. Par ailleurs la commune fait partie de l'aire d'attraction de Nancy, dont elle est une commune de la couronne,. Cette aire, qui regroupe 353 communes, est catégorisée dans les aires de 200 000 à moins de 700 000 habitants,.

### Occupation des sols
L'occupation des sols de la commune, telle qu'elle ressort de la base de données européenne d’occupation biophysique des sols Corine Land Cover (CLC), est marquée par l'importance des territoires agricoles (49,1 % en 2018), en augmentation par rapport à 1990 (48,2 %). La répartition détaillée en 2018 est la suivante : forêts (44,6 %), prairies (16,5 %), terres arables (14,9 %), cultures permanentes (9,9 %), zones agricoles hétérogènes (7,7 %), zones urbanisées (5,6 %), espaces ouverts, sans ou avec peu de végétation (0,7 %). L'évolution de l’occupation des sols de la commune et de ses infrastructures peut être observée sur les différentes représentations cartographiques du territoire : la carte de Cassini (XVIIIe siècle), la carte d'état-major (1820-1866) et les cartes ou photos aériennes de l'IGN pour la période actuelle (1950 à aujourd'hui).

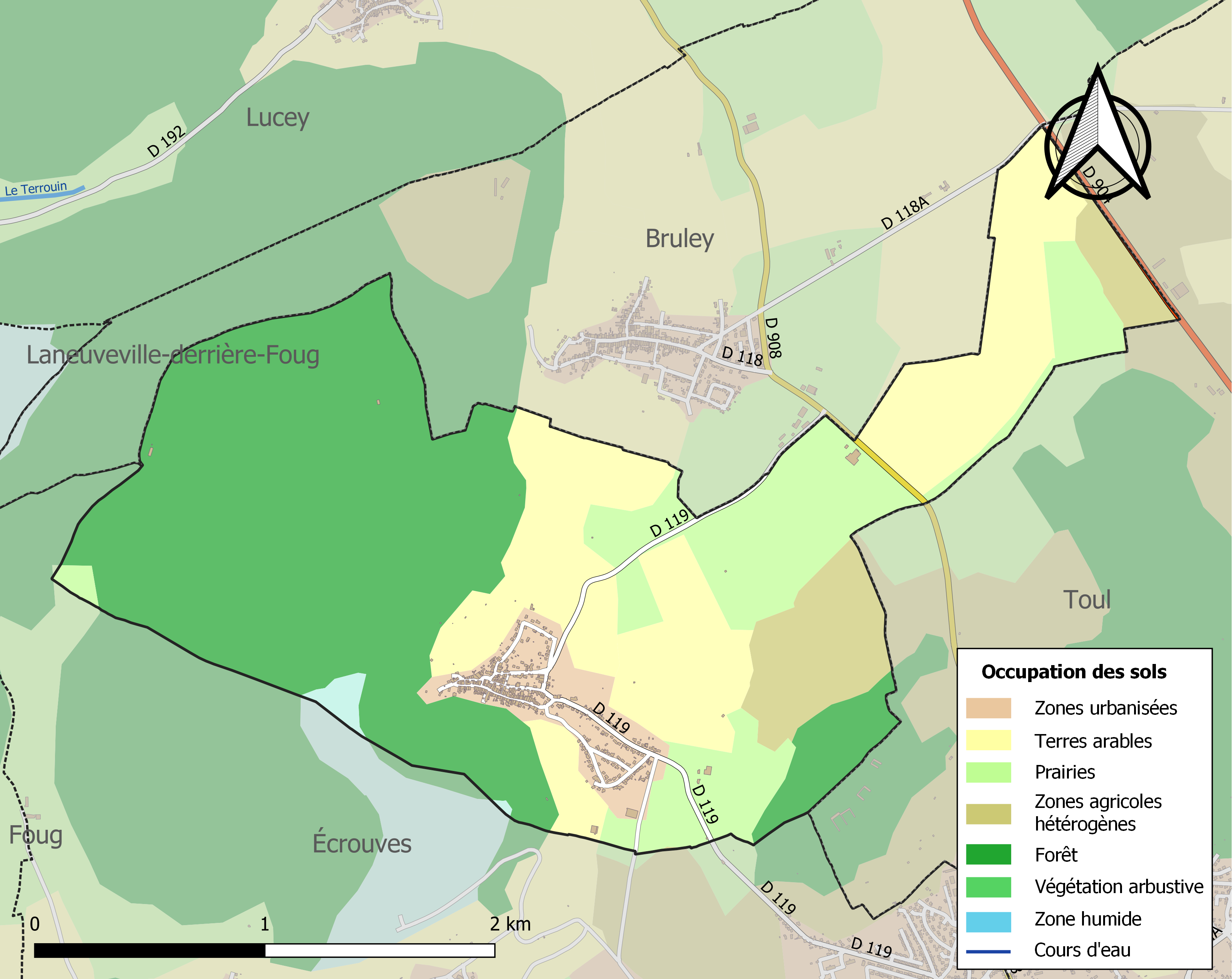
Carte des infrastructures et de l'occupation des sols de la commune en 2018 (CLC).

## Toponymie
Le nom de la localité est attesté sous les formes Paterniacum (885) ; Ecclesia et castellare de Pauniaco ; Parneium (1155) ; Vineæ apud Parneiam (1188) ; Pargneium (1223) ; Pargneium juxta Tullum (1237) ; Pangney (1355) ; Paugneyum (1384) ; Pargneyum (1402) ; Pargney-derrière-Barine (1779) ; Pagny-sous-Barine (1790).

Le toponyme est formé de l'anthroponyme latin Paternius et du suffixe gallo-romain -acum, formation typique de l'Antiquité tardive et de l'époque mérovingienne. Il apparaît sous la forme Paterniaco en 885. 
La référence à la Barine s'ajoute en 1323 sous la forme Pagney-en-Barine.

Barine ou Barrine est une côte (hauteur, colline), près de Toul, attestée sous les formes Vineæ in monte Barricino (870) ; Mons Barisnum in comitatu Tullensi (942) ; Mons Barrisinum (960) ; Vineæ montis Barrismi (971) ; Mons Barrisnum (971) ; Mons Barinum (1359).

De l'ancien nom de deux monts, de « Toul-Bar » ou « Mont-Bar » (Saint-Michel), et diminutif -ine pour le plus petit.

## Histoire
L'histoire du village est liée à celle du bourg de Bruley.
Henri Lepage précise :
«Village dont il est déjà question en 1168 (D. T.). Dans la vallée, au nord-ouest et à deux kilomètres du village,ruines d'une ancienne abbaye de religieuses de l'ordre des Prémontrés, fondée vers le milieu du XIIe siècle. Le monastère était dédié à saint Martin et s'appela d'abord Saint-Martin Fontaines mais il fut supprimé peu de temps après sa fondation. l'endroit est connu dans le pays sous le nom de Val-de-Nonnes. »

## Politique et administration
| Période                                  | Période                   | Identité                                            | Étiquette | Qualité                             |
| ---------------------------------------- | ------------------------- | --------------------------------------------------- | --------- | ----------------------------------- |
| Les données manquantes sont à compléter. |                           |                                                     |           |                                     |
| mars 2001                                | 2014                      | Daniel Cerutti                                      |           |                                     |
| mars 2014                                | En cours (au 24 mai 2020) | Jean-François Matte, Réélu pour le mandat 2020-2026 |           | Professeur, profession scientifique |

## Population et société

### Démographie
L'évolution du nombre d'habitants est connue à travers les recensements de la population effectués dans la commune depuis 1793. Pour les communes de moins de 10 000 habitants, une enquête de recensement portant sur toute la population est réalisée tous les cinq ans, les populations de référence des années intermédiaires étant quant à elles estimées par interpolation ou extrapolation. Pour la commune, le premier recensement exhaustif entrant dans le cadre du nouveau dispositif a été réalisé en 2008.

En 2022, la commune comptait 649 habitants, en évolution de +2,37 % par rapport à 2016 (Meurthe-et-Moselle : −0,13 %, France hors Mayotte : +2,11 %).
| 1793 | 1800 | 1806 | 1821 | 1831 | 1836 | 1841 | 1846 | 1851 |
| ---- | ---- | ---- | ---- | ---- | ---- | ---- | ---- | ---- |
| 652  | 530  | 704  | 672  | 726  | 699  | 669  | 627  | 609  |

| 1856 | 1861 | 1872 | 1876 | 1881 | 1886 | 1891 | 1896 | 1901 |
| ---- | ---- | ---- | ---- | ---- | ---- | ---- | ---- | ---- |
| 504  | 518  | 454  | 493  | 453  | 461  | 458  | 480  | 449  |

| 1906 | 1911 | 1921 | 1926 | 1931 | 1936 | 1946 | 1954 | 1962 |
| ---- | ---- | ---- | ---- | ---- | ---- | ---- | ---- | ---- |
| 501  | 450  | 364  | 389  | 405  | 402  | 381  | 410  | 400  |

| 1968 | 1975 | 1982 | 1990 | 1999 | 2006 | 2008 | 2013 | 2018 |
| ---- | ---- | ---- | ---- | ---- | ---- | ---- | ---- | ---- |
| 409  | 405  | 439  | 539  | 563  | 566  | 567  | 617  | 628  |

| 2022 | - | - | - | - | - | - | - | - |
| ---- | - | - | - | - | - | - | - | - |
| 649  | - | - | - | - | - | - | - | - |

## Économie
E. Grosse parle de ce village en ces termes vers 1836 :
« 613 hect.cadast., dont 172 en forêts, 113 en terr. lab., 61 en prés et 191 en vignes, dont les produits sont assez recherchés »
Indiquant par la même la tradition agricole et viticole du bourg.

### Secteur primaire ouAgriculture
Le secteur primaire comprend, outre les exploitations agricoles et les élevages, les établissements liés à l’exploitation de la forêt et les pêcheurs.
D'après le recensement agricole 2010 du Ministère de l'agriculture (Agreste), la commune de Pagney-derrière-Barine était majoritairement orientée sur la production de fruits et sur d'autres cultures permanentes (auparavant élevage de bovins) sur une surface agricole utilisée d'environ 22 hectares (inférieure à la surface cultivable communale) en nette baisse depuis 1988 - Le cheptel en unité de gros bétail s'est réduit de 224 à zéro entre 1988 et 2010. Il n'y avait plus que 3 (7 auparavant) exploitations agricoles ayant leur siège dans la commune employant 1 unité de travail. (8 auparavant)

### Commerce
Aussi connu par certains pour son fameux pub-rock : "Paulette", aussi dit "Chez Paulette". Ce petit pub a accueilli en son sein beaucoup de grands noms du rock international comme Canned Heat, Jean-Louis Aubert, Sinclair ou encore Les têtes raides, ainsi que de grands noms du heavy metal tel que Sepultura, Paul Di'Anno Premier chanteur du groupe Iron Maiden, Mass Hysteria, Cannibal Corpse, Dying Fetus, Alestorm, Crowbar, Soulfly...

## Culture locale et patrimoine

### Lieux et monuments

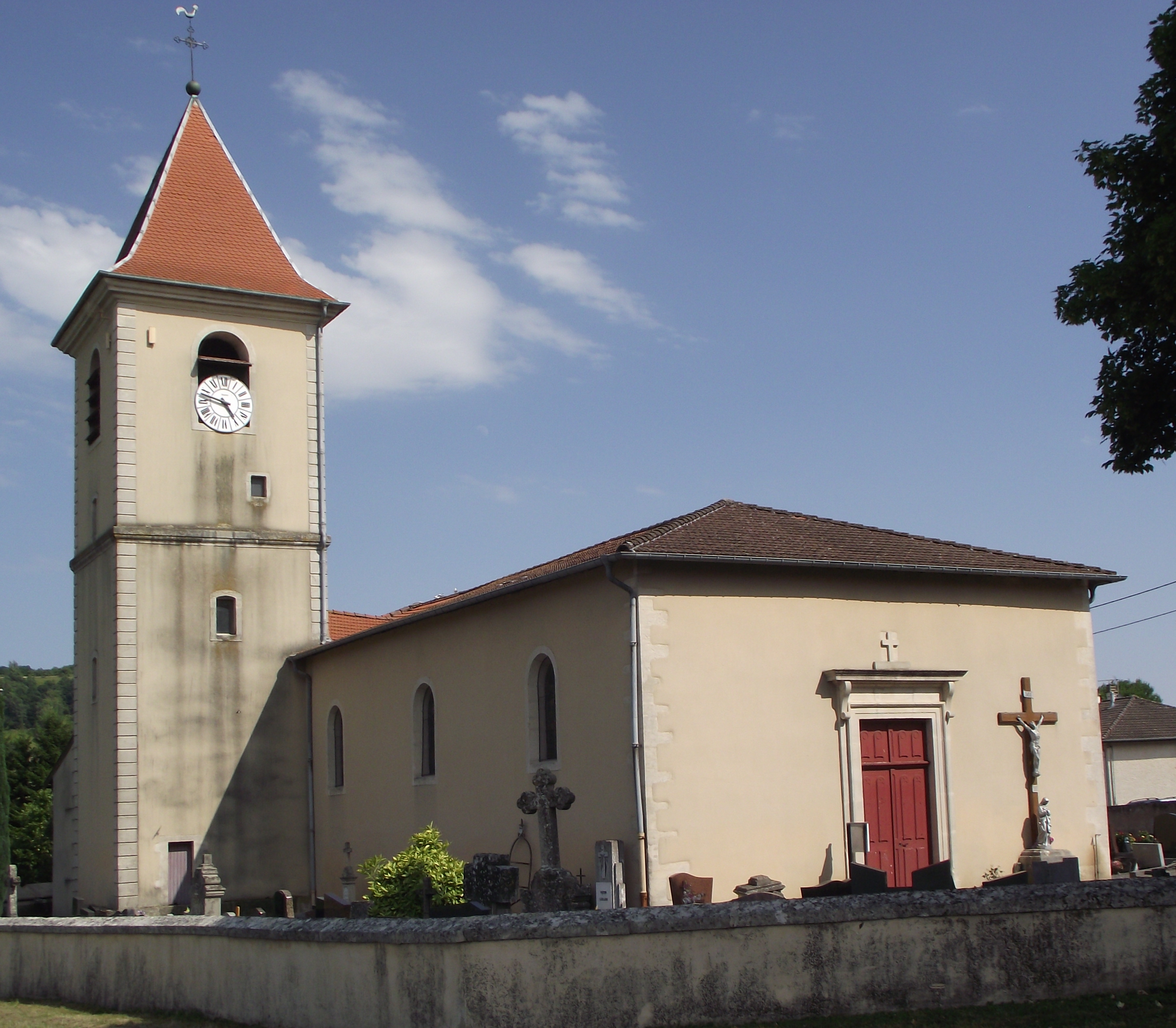
Église.

- Église-grange XIXe siècle. Église dédiée à saint Brice.
- Monument aux morts
- Monument en mémoire de l'abbé Joseph Thouvenin, curé de Pagney de 1902 à 1922.
- Rares vestiges d'une abbaye prémontrée féminine du XIIe siècle, qui devint par la suite un ermitage de la congrégation de Saint-Antoine qui dépendait de l'abbaye de Rangéval. (Lieu-dit Val des Nonnes).
- La Maison Suzanne Kricq (1900-1944), nommée en honneur de Suzanne Kricq, résistante, fusillée le 3 juin 1944. Elle aurait sauvée plus de 2 500 personnes.

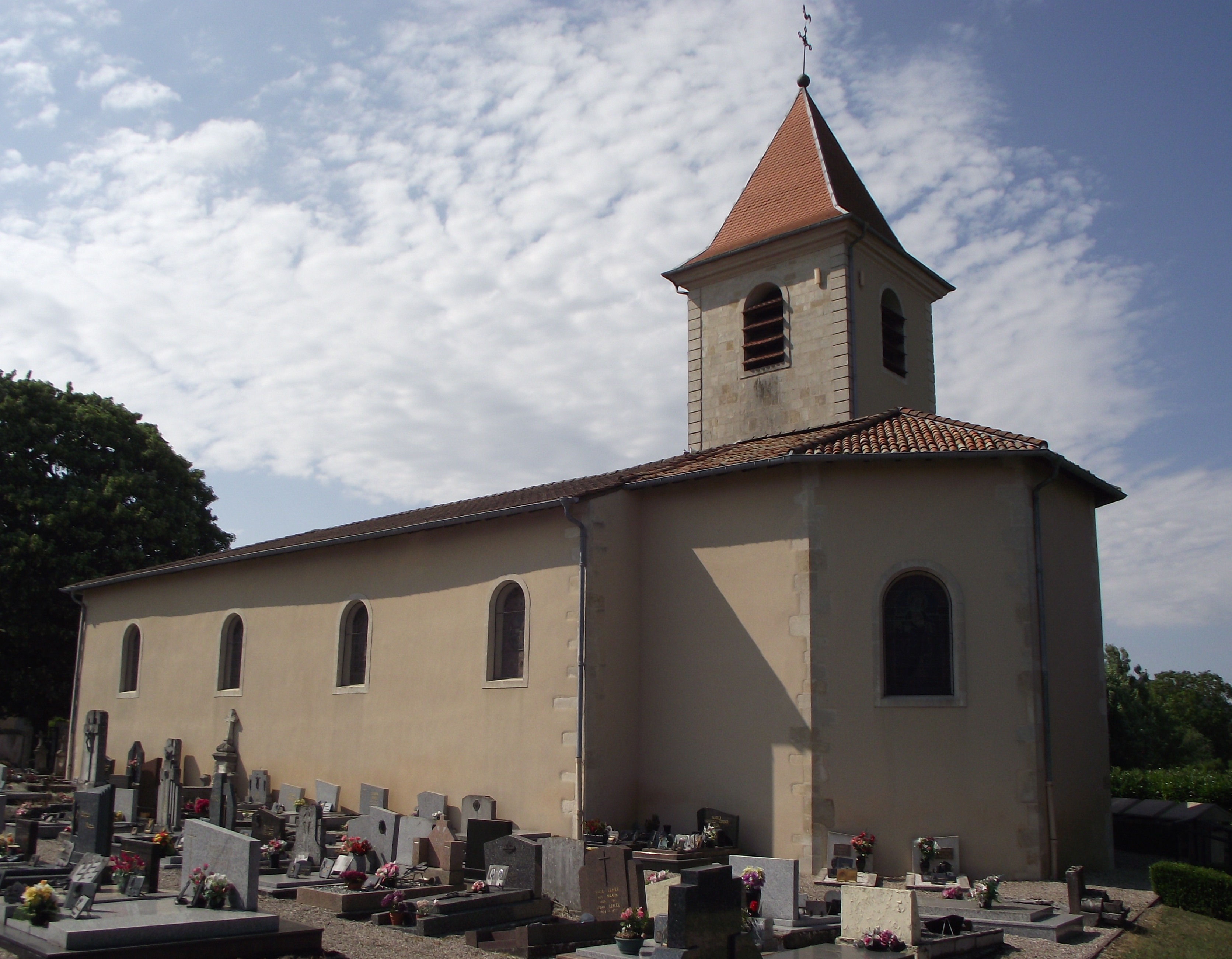
Église.
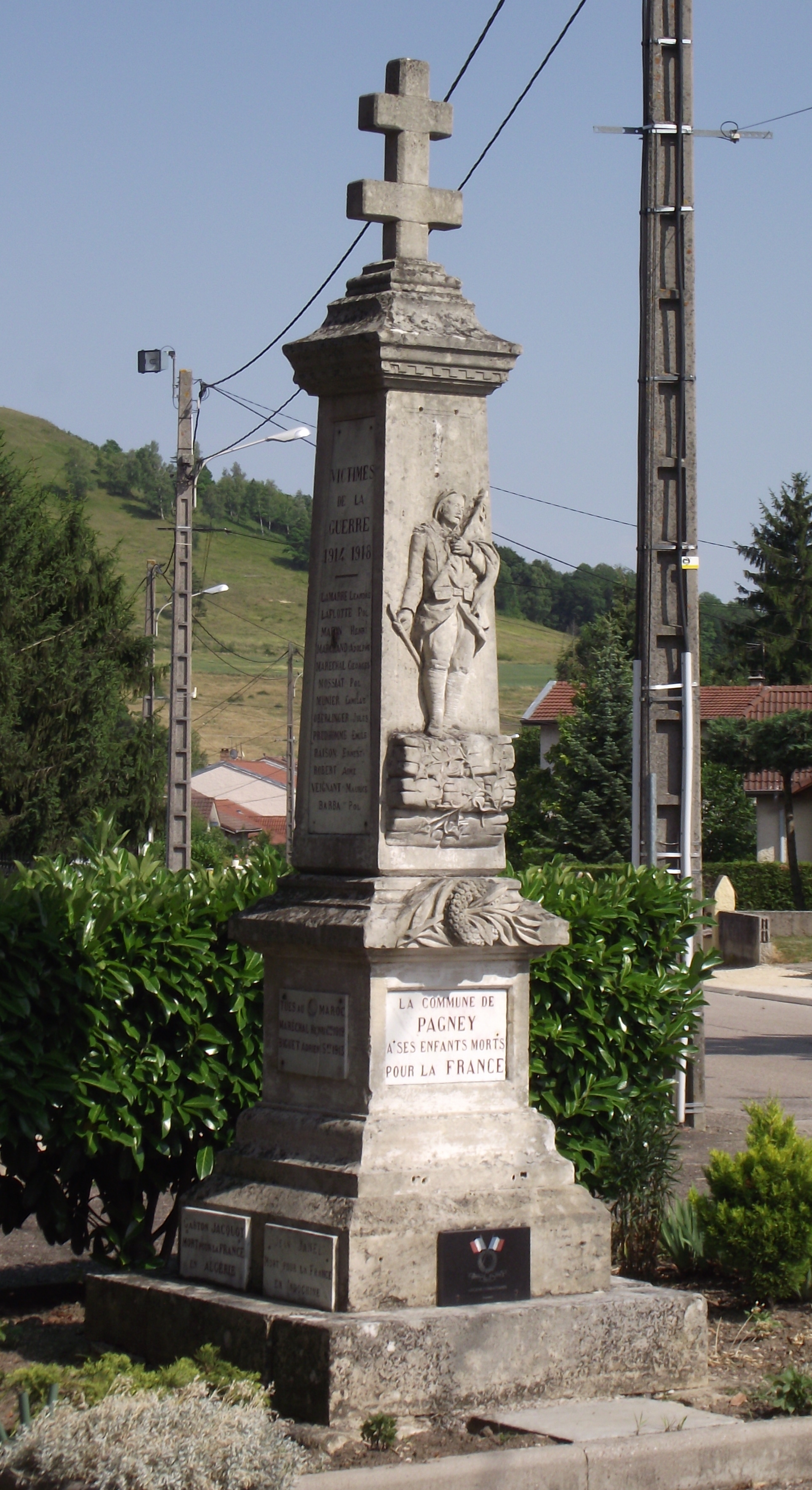
Monument aux morts.
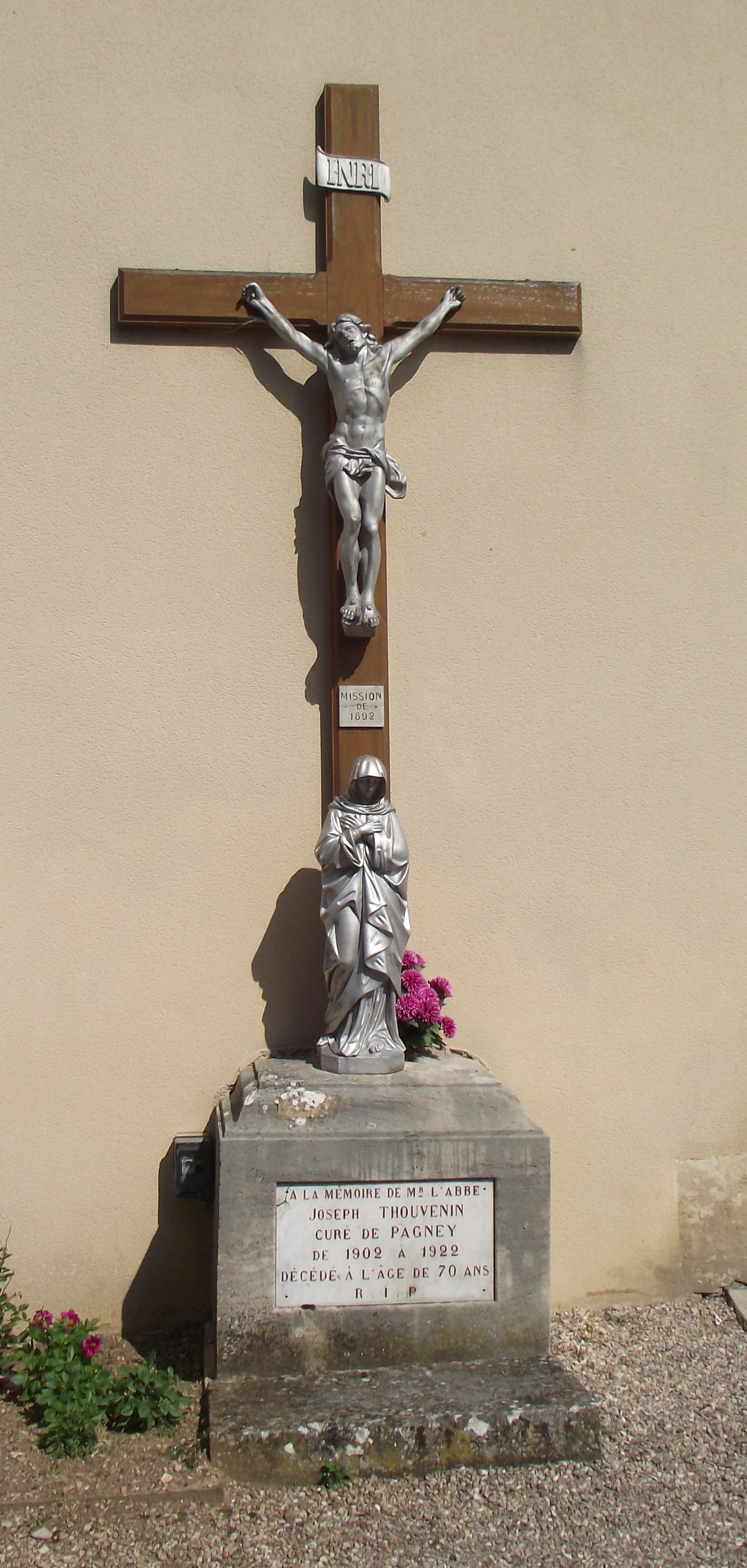
Monument de l'abbé Joseph Thouvenin.
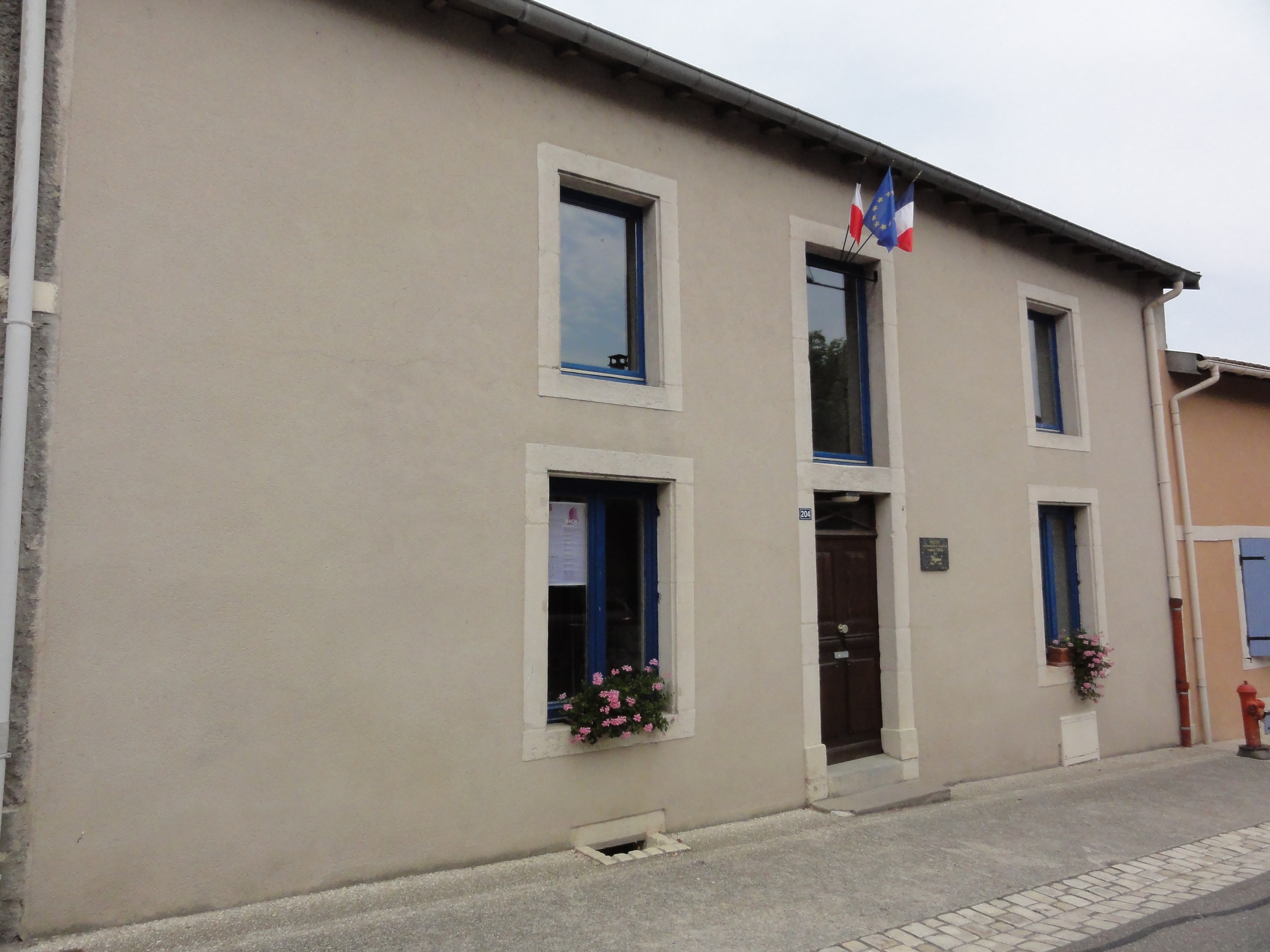
Maison Suzanne Kricq.

### Personnalités liées à la commune
- Suzanne Kricq, résistante.

### Héraldique
| Blason de Pagney-derrière-Barine | Blason  | D'argent au lion de gueules issant d'une montagne à cinq coupeaux de sinople.                                                                                         |
| Blason de Pagney-derrière-Barine | Détails | Pagney signifie "l'héritage paternel" symbolisé ici par un lion. La Barine est la montagne de Pagney. Ce sont donc des armes parlantes, le lion derrière la montagne. |